# Лебеда простёртая
Лебеда простёртая, лебеда стелющаяся, лебеда спицелистная, лебеда копьелистная, лебеда спицевидная (лат. Atriplex prostrata) — вид растений из рода Лебеда (Atriplex) семейства Амарантовых (Amaranthaceae).

## Общая характеристика
Однолетнее растение высоты достигает 3-100 см. Стебель прямостоячий, округлый, ветвистый. Ветви длинные, горизонтально отклоненные или направленные косо вверх. Листья супротивные, треугольно-копьевидные, с усеченной или сердцевидным основанием, в длину достигает 1-12 см, и шириной 0,7-11 см, На черешках, равных 1/2-2/3 пластинки листа, зеленые, тонкие, при плодах иногда краснеющие, голые или более-менее мучнистые, особенно молодежи. Соцветие пирамидально-метельчатое, с короткими колосовидными ветвями. Прицветники остроугольные, по краю с немногими зубчиками или без них, на спинке гладкие или с небольшими выростами.
Семена чёрные, блестящие, сжатое-шаровидный. Цветет в июле-августе, плодоносит в сентябре-октябре.
Фитоаллерген.
Число хромосом: 2n = 18.
Растет на солончаках, засоленных лугах, мусорных местах.

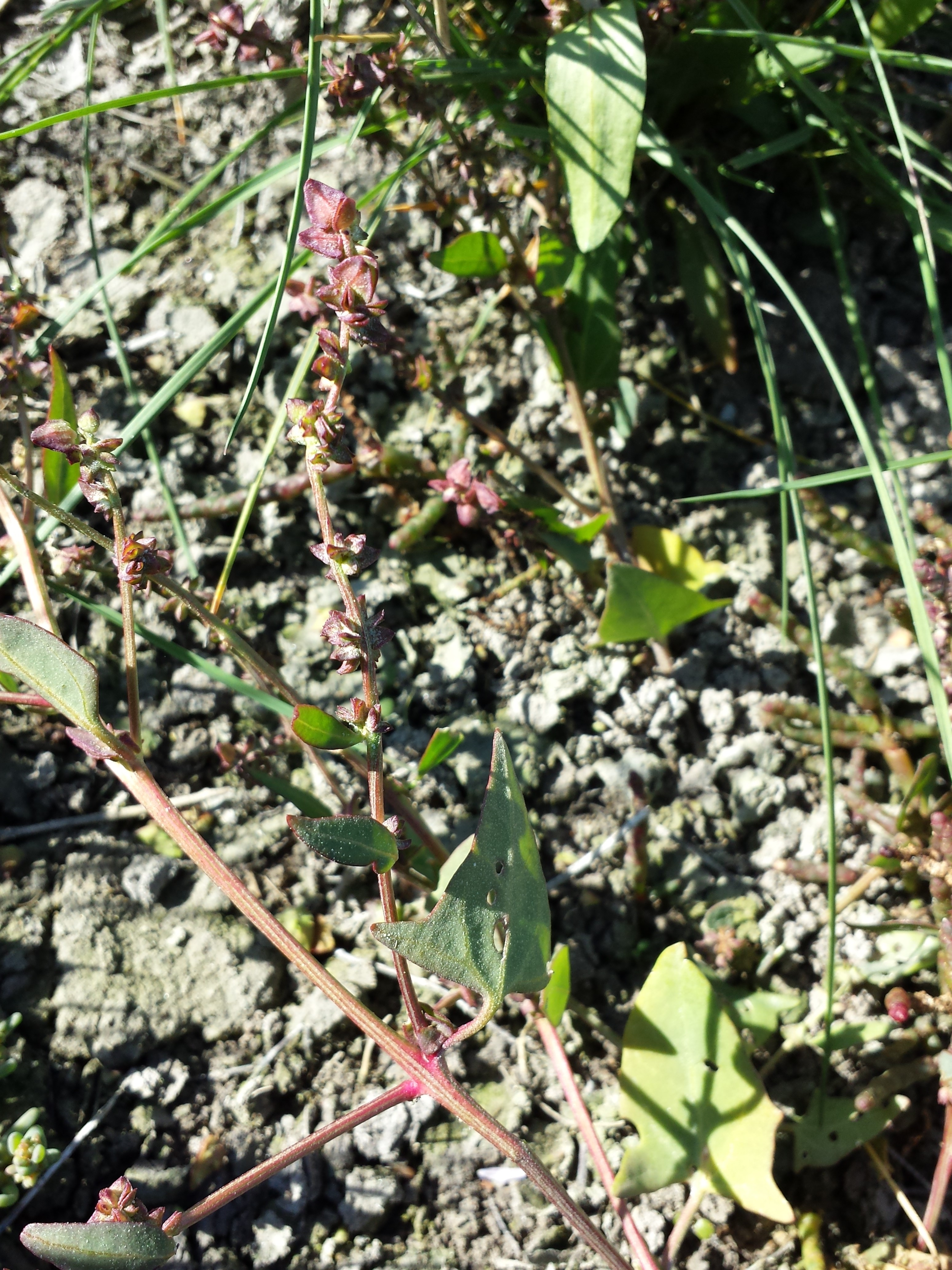

## Распространение
Естественный ареал
- Африка
  - Португалия — Азорские острова, Мадейра; Испания — Канарские острова
  - Северная Африка: Алжир; Египет; Марокко; Тунис
- Азия
  - Западная Азия: Израиль
  - Сибирь: Россия — Алтайский край, Восточная Сибирь, Западная Сибирь
  - Средняя Азия: Казахстан
  - Монголия
  - Китай — Синьцзян
- Кавказ
  - Армения; Азербайджан; Российская Федерация — Предкавказье, Дагестан
- Европа
  - Северная Европа: Дания; Финляндия; Ирландия; Норвегия; Швеция; Великобритания
  - Средняя Европа: Австрия; Бельгия; Чешская Республика; Германия; Венгрия; Нидерланды; Польша; Словакия; Швейцария
  - Восточная Европа: Беларусь; Эстония; Латвия; Литва; Молдова; Российская Федерация — Европейская часть; Украина
  - Юго-Восточная Европа: Албания; Болгария; Хорватия; Греция (вкл. Крит); Италия; Северная Македония; Черногория; Румыния; Сербия; Словения
  - Юго-Западная Европа: Франция (вкл. Корсика); Португалия; Испания (вкл. Балеарские острова)